# سامي إنجوك
سامي إنجوك (بالفرنسية: Sammy N'Djock)‏ (ولد في 25 فبراير 1990 في ياوندي) لاعب كرة قدم دولي كاميروني يلعب حاليا لصالح نادي أنطاليا سبور التركي في مركز حارس المرمى منذ 2010.

## روابط خارجية
- سامي إنجوك على موقع الاتحاد الدولي (مؤرشف)  (الإنجليزية)
- سامي إنجوك على موقع اتحاد تركيا (لاعب) (الإنجليزية)
- سامي إنجوك على موقع اتحاد تركيا (لاعب) (الإنجليزية)
- سامي إنجوك على موقع قاعدة بيانات كرة القدم.إي يو (الإنجليزية)
- سامي إنجوك على موقع ناشيونال فوتبول تيمز (الإنجليزية)
- سامي إنجوك على موقع Soccerway.com (الإنجليزية)
- سامي إنجوك على موقع عالم كرة القدم.نت (الإنجليزية)
- سامي إنجوك على موقع AS.com (الإسبانية)